# Ain Al-Tamur District
Ain Al-Tamur District är ett distrikt i Irak.   Det ligger i provinsen Karbala, i den centrala delen av landet, 130 km sydväst om huvudstaden Bagdad.